# 麻內
麻內（拉丁語：Manes），古羅馬宗教中的善良靈魂。
名詞可能源於拉丁文中的「好（Manus）」，指冥府神靈或已逝親人的靈魂，與之相對的是雷姆雷斯，代表不安的、作祟的惡靈。古羅馬人會在二月的父母節與祖先節祭祀麻內。